# Arthur Rodgers
Arthur Rodgers (Derby, 18 febbraio 1885 – ...) è stato un calciatore inglese, di ruolo centrocampista.

## Carriera
Nel 1906 fu tra i soci fondatori del Torino, militandovi per sei stagioni come centrocampista. Una curiosità: fu schierato come portiere nel match valevole per la "Palla Dapples" contro i detentori del Milan (21 aprile 1907). Risulta morto durante la prima guerra mondiale.